# トプリツァ郡

トプリツァ郡
Топлички округ
Toplica okrug

トプリツァ郡（トプリツァぐん、セルビア語: Топлички округ、セルビア語ラテン翻字: Toplica okrug）は、セルビアの郡。郡庁所在地はプロクプリェ。郡名はこの地域を流れるトプリツァ川に由来する。Toplica という語そのものはセルビア語で温泉を意味する。

## 基礎自治体
郡には4つの基礎自治体がある。
郡内に市（град / grad）は存在せず、4つの自治体は全てオプシュティナ（општина / opština）である。市はヴォイヴォディナ自治州・旧コソボ・メトヒヤ自治州を含めるとセルビア全土に24存在し、より強い自治権を有する。オプシュティナは日本の町・村に相当する。
- プロクプリェ（Prokuplje）
- ブラツェ（Blace）
- クルシュムリヤ（Kuršumlija）
- ジトラジャ（Žitorađa）

## 民族構成
2002年の国勢調査による。
- セルビア人  =96,889
- ロマ = 3,338

## 歴史・文化
プロクプリェの近郊にそびえるヒサル山が、町のシンボルになっている。中世の要塞が残されており、コソボの戦いの英雄の名を冠して「ユグ・ボグダン(en:Jug Bogdan)の塔」と呼ばれる保存状態の良い塔が有名である。